# Hiromi Nakajama
Hiromi Nakajama († 10. srpna 1946) byl poručíkem japonské císařské armády a 1. japonským správcem ostrova Nauru.
26. srpna 1942 velel úspěšný japonský útok na tichomořský ostrov Nauru a stal se jeho velitelem, kterým byl až do 7. března 1943, kdy ho v úřadě vystřídal Takenao Takenouči. Na ostrově však zůstal jako velitel 67. jednotky pobřežní stráže a 13. září 1945 byl zajat americkými vojsky. Byl odvezen do města Rabaul, kde byl uznán vinným za válečný zločin popravy pěti australských vojáků včetně bývalého administrátora ostrova plukovníka Chalmerse 25. března 1943 (dle některých zdrojů však všech pět Australanů zemřelo v důsledku spojeneckého bombardování). Byl popraven oběšením 10. srpna 1946.